# 章銀兒
章银儿（15世纪？—1488年），明朝女性人物，兰谿（今浙江省兰溪市）人。
章银儿幼年丧父，独与母亲一起居住。兰谿县多火灾，房屋尽毁，结茅屋安置母亲。弘治元年（1488年）三月，母亲正得病，邻居家又着火，章银儿出去看，大家喊她快点避火。她说：“我母亲得病不能动，我怎么能自己避火。”于是回到屋中，想要扶母亲出来，烈焰吞没茅屋，众人无法救出。火光中，远远望见章银儿抱着母亲，在火中挣扎着一起被烧死。